# Дишник
Дишник је насељено место у саставу града Гарешнице у Бјеловарско-билогорској жупанији, Република Хрватска.

## Историја
До територијалне реорганизације у Хрватској, налазио се у саставу старе општине Гарешница.

## Становништво
На попису становништва 2011. године, Дишник је имао 343 становника.

## Попис1991.
На попису становништва 1991. године, насељено место Дишник је имало 430 становника, следећег националног састава:
| Попис 1991.‍  | Попис 1991.‍  | Попис 1991.‍ | Попис 1991.‍ | Попис 1991.‍ |
| ------------ | ------------ | ----------- | ----------- | ----------- |
|              |              |             |             |             |
| Хрвати       | Хрвати       |             | 223         | 51,86%      |
| Срби         | Срби         |             | 138         | 32,09%      |
| Југословени  | Југословени  |             | 20          | 4,65%       |
| Мађари       | Мађари       |             | 11          | 2,55%       |
| Чеси         | Чеси         |             | 5           | 1,16%       |
| Немци        | Немци        |             | 1           | 0,23%       |
| Словенци     | Словенци     |             | 1           | 0,23%       |
| неопредељени | неопредељени |             | 18          | 4,18%       |
| непознато    | непознато    |             | 13          | 3,02%       |
| укупно: 430  |              |             |             |             |